# Strój wieluński

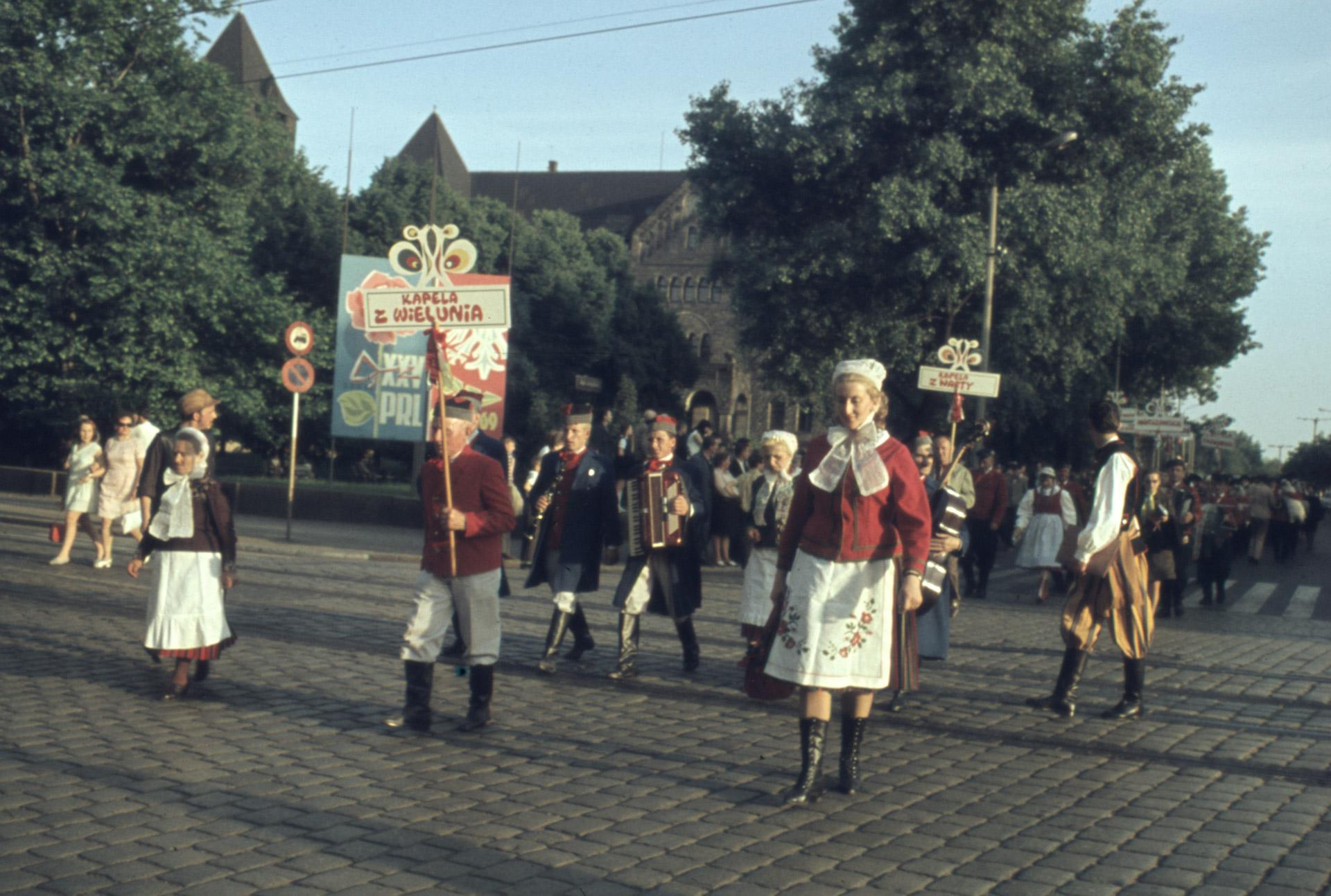
Kapela z Wielunia w Poznaniu w 1969 roku

Strój wieluński – strój ludowy noszony na terenie ziemi wieluńskiej. W stroju kobiecym charakterystycznym elementem był pasiak, zwany też wełnakiem. Nazwa pochodzi od wełnianej tkaniny samodziałowej, z której był uszyty. Cechą charakterystyczną była dominacja koloru czerwonego. Strój ludowy wzbogacała również chusta jedwabna lub wełniana. Współcześnie strój ten praktycznie zanikł, możliwy do obejrzenia jest jedynie na ekspozycji muzealnej w Wieluniu oraz w ubiorach członków zespołów folklorystycznych.

## Historia
Strój ludowy można podzielić na dwie grupy – strój codzienny (roboczy) oraz strój świąteczny. Ten pierwszy wykonywano z najgorszych materiałów samodziałowych (lnianych i wełnianych), bez dbałości o jego kolorystykę. Przede wszystkim były to koszule, spodnie i spódnice uszyte z płótna lnianego. Inaczej rzecz się miała ze strojem świątecznym. Na przestrzeni dziesiątków lat strój z terenu ziemi wieluńskiej ulegał powolnym przemianom, głównie na skutek wpływu mody z „zewnątrz”. Duża zmiana we wzornictwie i kolorystyce przenikała na teren wieluński z Łowickiego, który to region miał strój ludowy o bardzo bogatej barwie.
Na ziemi wieluńskiej najdłużej ludowy strój świąteczny przetrwał na terenach nadwarciańskich. Tam wpływ „nowego świata” docierał najpóźniej. Obecnie stroje świąteczne noszone są przez starsze kobiety podczas uroczystości kościelnych lub przez członków zespołów folklorystycznych. Najszybciej tradycyjny strój wieluński zanikał w pasie przygranicznym z Niemcami. Wpływała na to emigracja sezonowa za granicę kraju w celu zarobkowym. Najszybciej uległ zapomnieniu strój męski. Wyparty został przez fabryczne stroje przywożone z Niemiec w pierwszym dwudziestoleciu XX wieku.

### Strój męski
Jeszcze na przełomie XIX i XX wieku miejscem zaopatrzenia w ubrania były wieluńskie jarmarki i targi. Najchętniej mężczyźni kupowali na nich kożuchy baranie, buty i czapki. Największym powodzeniem cieszył się jarmark w dniu 29 września (na świętego Michała). Wtedy też różni handlarze i rzemieślnicy zwozili dużą ilość kożuchów, butów, a także mebli. W okolicy Wielunia najwięcej kożuchów wytwarzano w Działoszynie. Jednak wśród zamożnych gospodarzy największe powodzenie miały kożuchy przywożone z Rosji, mówiono na nie „dublany”. Pod koniec XIX wieku za taki kożuch należało zapłacić 18 rubli. To wierzchnie okrycie sięgało kostek i zapinane było na pętelki i guziczki. Farbowane było z wierzchu na kolor żółto-beżowy.
Kolejnym elementem stroju kupowanym chętnie na jarmarkach były buty. Szyto je z miękkiej skóry, którą fałdowano wokół kostek – zwano je wówczas „karbówkami”. W zimowe dni furmani oraz osoby udające się w dalszą podróż na skórzane buty zakładali dodatkowe plecione ze słomy „łapcie”. Na co dzień chodzono w butach o podeszwach drewnianych, obszytych z wierzchu skórą. Do początków XX wieku w ciepłe dni wokół obejścia chodzono boso. Jeszcze w latach 20. XX wieku boso po podwórzu chodzili mniej zamożni gospodarze, z czego zamożniejsi wyśmiewali się przezywając ich „kołtunami”.
Jeszcze jednym elementem stroju kupowanym na jarmarkach, były nakrycia głowy. Chłopi na święto nosili kapelusze filcowe z dużym rondlem koloru czarnego lub siwego. Wstążki przy takich kapeluszach były najczęściej czarne. Moda na ich noszenie przywędrowała najpierw do Dzietrzkowic a później na resztę terenu ziemi wieluńskiej. Były jednak miejsca w regionie, gdzie moda na kapelusze filcowe nie przyjęła się, np. okolice Ożarowa. W tych stronach na letnie święta zakładano kapelusze słomiane ozdobione czerwoną wstążką. Najpopularniejszym męskim nakryciem głowy były kaszkiety w kolorze granatowym lub czarnym. Inne równie popularne nakrycie głowy, to czapki zwane „krymkami”. Były one niewysokie, otok miały z czarnego baranka, a denko czarne, sztywne, obszyte suknem. Zimą mężczyźni zakładali na głowę czapki baranice, zwane często rosyjskimi.
Pozostałe elementy stroju męskiego były szyte przez gospodynie lub lokalnych krawców z materiałów utkanych na krosnach. Ważną częścią stroju męskiego była kapota, „kamuzela” koloru modrakowego lub sporadycznie biała, którą noszono jeszcze po I wojnie światowej.
Bogatsi gospodarze nosili na święta spodnie wełniane w kolorze jasnym (modrakowym) lub granatowym i czarnym, mniej zamożni spodnie płócienne. Jeszcze pod koniec XIX wieku starsi gospodarze przepasywali spodnie tzw. trzosem, czyli pasem szerokim na cztery palce uszytym z płótna samodziałowego. Trzos zszywano z dwóch pasów grubszego płótna w ten sposób, aby pośrodku tworzył się tunel, w którym przechowywane były pieniądze. Z przodu trzos zapinano na metalową sprzączkę.
Koszule męskie szyto z cienkiego płótna, skrojone w tradycyjny sposób tzw. poncho. Krój ten jest bez mała identyczny jak w koszulach kobiecych. Często na koszule mawiano „kosula” lub „calista”. Starsi gospodarze z końca XIX wieku wiązali koszule pod szyją czerwoną wstążeczką. Niektórzy chłopi świątecznych koszul nie zapinali na guziczki, a przez wąski paseczek oszewki przewlekali w pewnych odstępach czerwoną tasiemkę, której końce zawiązywali pod brodą. Pod koniec I wojny światowej weszły w użycie koszule przykarczkowe, których przody zakrywano napierśnikiem. Napierśniki zakładano w chłodniejsze dni dla ciepła oraz elegancji. Modę tę przywieźli chłopi, którzy powracali z Niemiec. Napierśniki szyto z płótna fabrycznego lub sukna czy dzianiny bawełnianej.
Uzupełnieniem stroju męskiego były jeszcze spencerki i „lebiki”, czyli kamizelki. Kamizelka miała podobny strój do spencerka, tylko nie posiadała rękawów i wokół szyi robiono w niej większe wycięcie (owalne lub podłużne). „Lebiki” były krótsze niż spencerki i sięgały pasa.

### Strój kobiecy
O wiele dłużej na wsi przetrwał strój kobiecy, gdyż mieszkanki tego terenu przywiązywały większą wagę do tradycji niż mężczyźni. Kobiecy strój świąteczny odznaczał się czystością, starannością i strojnością.
Do początków XX wieku kobiety nie nosiły bielizny. Z czasem zaczęto przywozić z Niemiec „reformy kobiece”. Pierwsze kobiety, które je zakładały, narażone były na szyderstwa ze strony koleżanek z wioski. Np. do Chotowa pierwsze „reformy” przywieziono ok. 1890 roku a jej właścicielka w lokalnej społeczności była wytykana palcami. Nie zrażało jej to, gdyż uważała się za „modystkę” i bardzo chętnie przyjmowała wszelkie nowinki w dziedzinie mody. Już w okresie I wojny światowej w Chotowie spora część kobiet posiadała reformy z długimi nogawkami (do kolan), połączonymi tylko szerokim pasem w talii.
Koszule kobiece krojem przypominały koszule męskie, ale były od nich dłuższe (sięgały kolan). Szyto je często z dwóch różnych rodzajów płótna. Na górną część koszuli wykorzystywano lepszy rodzaj płótna lnianego ze wstążeczką u szyi.
W zimniejsze dni na białą letnią koszulę kobiety zakładały wełniak ze stanikiem, zwany ze względu na dominujący w nim kolor „burokiem”. Latem kobiety ubierały zamiast grubych wełniaków sukienki, na które mawiały stanik, wykonywano je najczęściej z perkalowego materiału o wzorze kwiecistym na tle czerwonym. Od pasa zaś do ramion, kobiety przyodziewały sukienny „stón”, czyli stanik, zwykle granatowy.
W chłodniejsze dni oraz święta kobiety dodatkowo zakładały jeszcze na plecy kaftany. Szyto je z sukna, aksamitu albo wełny w kolorach jasnoniebieskim, „biskupim”, lub na lato białym. Starsze kobiety wolały kolorystykę ciemniejszą: granatową, czarną lub brązową. Na przełomie XIX i XX wieku kobiety nosiły kaftany „kożuszki”, które miały podbicie ze skóry owczej, z układaną w fałdy baskinką, były to tzw. „zasoby”. Nad każdą fałda przyszywano jasne, kościane, wypukłe guziczki. Kaftany te, zapinane jednorzędowo, posiadały wokół szyi dodatkowo obszywkę.
Na wełniak kobiety zakładały zapaski, wykonane z kolorowego samodziału, którego tło nie odbiegało zasadniczo od tła „buroka”. W zapaskach, w przeciwieństwie do wełniaków występowała większa różnorodność kolorystyczna. Z reguły kobiety używały dwóch zapasek, jedną w formie fartucha, a drugą zakładały na ramiona, tzw. do „odziwku”. Zapaski zarówno do pasa, jak i do odziewu robiono zawsze z prążkowanego materiału. Były one w górnej części starannie marszczone, a następnie wszywane w podwójnie złożony pasek, czyli oszewkę. Na szczególne podkreślenie zasługują oszewki zapasek do odziewu, które robiono na warsztacie przy użyciu deseczki tkackiej. Często wykonywano zapaski grube, którymi w porze zimowej okrywały się kobiety niby „burnusami”. Samodziały przeznaczone na zapaski zakładane jako fartuch robiono cieńsze. „Zapasywano” je do pracy w obejściu gospodarczym, ale zdarzało się, że staranniej wykonane zapaski wełniane ubierano zimą do kościoła.
Z reguły w dni świąteczne kobiety zakładały na dolna część wełniaka fartuchy z towarów fabrycznych. Fartuszki szyto długie, szerokie, wyłącznie z kupnych materiałów, najwięcej z perkalu lub wełenki, w kolorze białym, czarnym, niebieskim lub kremowym. Jako motywy zdobnicze stosowano ażurowe wstaweczki, tasiemki, falbanki i zakładeczki. Materiał na fartuszki kupowano za granicą, w Byczynie, Gorzowie Śląskim, Oleśnie i Kluczborku.
Elementem stroju ludowego, o które kobiety zamężne dbały, były czepce. Każda gospodyni posiadała ich po kilka sztuk. Pierwsze czepce otrzymywały kobiety w dniu ślubu od swoich matek, chrzestnych i ciotek. Do ok. 1910 roku na terenie ziemi wieluńskiej panowała moda na czepce „zwykłe”. Miały one małe denko i dwa rzędy rurkowanej na krosienkach falbanki. Zakładano na nie chustki związane w tyle z opuszczonymi trzema końcami nazywane „trockami” lub „frędzlami” (persówki lub razówki). Po I wojnie światowej nastała moda na pięknie haftowane okrągłe czepce tiulowe. Powszechnie nazywane były „chłopkami”.
Uzupełnieniem paradnego stroju kobiecego były kryzki wykonane z tiulu, płótna lub z kordonku techniką szydełkową. Fryzki zapinano pod szyją na guziczek albo wiązano je czerwoną lub niebieską tasiemką, podobnie jak kołnierzyk u tradycyjnych koszul.
Trzewiki z wysokimi cholewami o niskich napiętkach, wdziewały kobiety na pończochy wełniane (latem lniane), różnokolorowe, w paski zwykle modre lub popielate.
Elementami ozdobnymi są sznury korali zakładane na szyję, na środku których zwisają medaliki lub serca. Dodatkową ozdobą był duży szkaplerz zawieszony na szerokiej tasiemce.
Pannę młodą na uroczystość zaślubin ubierały w komorze matka, starościna i inne „matrony”. Głowa przyszłej mężatki wystrojona była w kolorowe wstążki obcisło ufałdowane dookoła, zaś z tyłu we włosy wpinały ogon z kilkudziesięciu kolorowych wstęg różnej szerokości i długości. Na szyję zakładały dziewczynie w dużej ilości, że „ciała dojrzeć nie można” paciorki, korale i perełki fałszywe. Koszula biała o szerokich rękawach ma powszywane w mankiety i kołnierzyk wąskie paski materiału z wyhaftowanym wzorkiem geometrycznym różnokolorową włóczką i jedwabiem. Spódnica jedwabna zwana „robronem” obszyta złota lub srebrną nitka dookoła u dołu, fartuszek bawełniany w czerwone paski, gorset z „bogatej materyi”, trzewiki na wysokich obcasach, pończochy modre. Cały strój okrywa z wierzchu granatowy kaftan, gładki na około, po bokach tylko po parę fałdów mających, jest on długi blisko do kolan, powyzywany tasiemeczkami jasnoniebieskimi. Kaftan zapina się na dwa rzędy guziczków świecących z pętelkami. W zimne zakładają dziewczynie dodatkowo baranią szybkę węgierskiego kroju, taśmowaną na piersiach i na każdym szwie w kolorze granatowym. „Rantuch”, pewien gatunek szala, biały płócienny lub perkalowy, służy starszym niewiastom do noszenia dzieci przy piersi będących, albo też do ozdoby w niedzielę do kościoła. Panna młoda nie obejdzie się bez tej ozdoby przy ślubie.
Strój kobiecy najdłużej zachował się w okolicach Osjakowa, Dzietrznik,
Kiełczygłowa oraz Turowa, Kurowa i Chotowa.

### „Strój śmiertelny”
Na terenie ziemi wieluńskiej występował „strój śmiertelny”. W północno-wschodniej części terenu wieluńskiego nazywano go „zgłem”, na pozostałym regionie „kitlem”. Strój taki szyto z własnej produkcji cienkiego lub paczesnego płótna. Krój kitla przypominał koszule poncho, tyle że tylną połać płótna przecinano pośrodku przez całą długość, tworząc w ten sposób zakładkę ułatwiająca ubieranie zmarłego. Wokół szyi występowała obszewka, rękawy były długie z mankietami. Długość kitla sięgała kostek nieboszczyka. Zmarłemu nie ubierano spodni (w zamian tego na nogi zakładano białe pończochy, uszyte także z płótna) ani butów. Śmiertelny strój kobiecy był podobny jak męski. Dzieciom także szyto małe „kitelki”, a na głowę wkładano czapeczki z płótna fabrycznego, podobne jak do chrztu. Już na początku XX wieku zaczęto zastępować tradycyjny strój śmiertelny (najwcześniej u kobiet), strojem używanym za życia. Około 1920 roku całkowicie zarzucono zwyczaj ubierania nieboszczyka w „kitel”.